# Pelecopsis infusca
Pelecopsis infusca là một loài nhện trong họ Linyphiidae.
Loài này thuộc chi Pelecopsis. Pelecopsis infusca được Herman Theodor Holm miêu tả năm 1962.